# Zarlak
Zarlak (vagy Sarlak, Szarlak) a gutik első ismert törzsfőnöke, fejedelme vagy királya. Ebben az időben a nép még valahol a Mezopotámiával északkeletről szomszédos Zagroszban élt, de guti telepesek már nagy számban érkeztek az Akkád Birodalom területére. Olyan bevándorlási hullám indult el, hogy ismert egy királyi kinevezés, amely tolmácsot küldött Adabba. Ez arra utal, hogy a guti őshaza a Zagrosz nyugati részén Elámmal határos területen lehetett. Sarrukín akkád király hadjáratot vezetett Zarlak ellen. Sarrukínnak nem ismert az összes évneve, a néhány fennmaradt között egy elámi hadjárat említése szerepel, talán ennek része volt a gutik elleni kampány. A hadjárat során Zarlak fogságba esett, valószínűleg akkád fogságban halt meg.
A guti uralkodókról majdnem egy évszázadig nincs további említés. A sumer királylisták nem tartalmazzák a guti királyokat, konfliktus nem alakult ki, miközben a guti bevándorlás tovább folytatódott. Egészen addig, míg a IV. uruki dinasztia idején, az i. e. 23. század vége felé Erradupizir meg nem hódítja Sumer és Akkád nagy részét.
Előfordulhat azonban, hogy Zarlak azonos a Sarkalisarri idején regnáló Zarlagabbal. Ez utóbbi szintén akkád fogságba esett Sarkalisarri j évneve alapján, amely talán a tizedik uralkodási éve lehetett. Az évkönyv szövege szerint:
„(…) šar-la-ak lugal gu5-ti-imki ik-mi-u3” – azaz Sarlak, Gutium királya fogságba esett. A két uralkodó neve nagyon hasonló, az évkönyv gyakorlatilag azonos alakban közli Zarlak és Zarlagab nevét, és azonos a sorsuk is. Zarlakot talán késői akkád kompilátorok tették Sarrukín idejébe, amikor már szinte minden, az Akkád Birodalommal kapcsolatos eseményt Sarrukín, vagy Narám-Szín nevéhez kapcsoltak.